# Višeslava Kijevska
Višeslava Svjatoslavna Kijevska (rusko  Вышеслава Святославна,  Višeslava Svjatoslavna, poljsko Wyszesława Światosławówna) je bila kijevska kneginja iz dinastije Rurikidov in s poroko z Boleslavom II. Smelim vojvodinja in nato kraljica Poljske, * okoli 1047,  † po 1089.

## Življenje
Višeslava je bila najstarejši otrok in edina hčerka Svjatoslava II., vojvode  Černigova in kasneje velikega kijevskega kneza in njegove žene Kilikije, verjetno Ditmarške.
O Višeslavinem materinstvu so poročali kronist Jan Długosz in drugi avtorji. Z Boleslavom II. se je zagotovo poročila pred letom 1069, ker je bil takrat rojen njem edini otrok Mješko Boleslavič. Za poljsko kraljico je bila kronana verjetno na Božični dan leta 1076 v stolnici v Gnieznu. Kronal jo je gnjeznenski nadškof Bogumil.
Po moževi odstavitvi je bila leta 1079 skupaj z njim in sinom izgnana na Ogrsko. Dve leti kasneje (okoli 1081/1082) je Boleslav II. umrl v skrivnostnih okoliščinah, verjetno zaradi strupa. Leta 1086 se je Višeslava skupaj s sinom Mješkom vrnila na Poljsko. Po pisanju Gallusa Anonimusa se je udeležila pogreba svojega sina, ki je bil zastrupljen leta 1089. To je tudi njega zadnja omemba. Njena kasnejša usoda ostaja neznana. 
Sodobni zgodovinarji, na čelu z Oswaldom Balzerjem v njegovem Rodoslovju Pjastov (1895), so ovrgli ime in poreklo žene Boleslava II. Navedli so, da je bila verjetno nemškega ali ruskega porekla. Obstaja tudi teorija, da je bila Boleslavova žena kraljica Agneza (Agnes Regina), katere osmrtnica je zapisana v Zwiefaltnu. Domneva se tudi, da je bila iz češke dinastije Přemyslidov.